# Olympischer Sport-Club Bremerhaven von 1972 1977-1978
Questa voce raccoglie le informazioni riguardanti l'Olympischer Sport-Club Bremerhaven von 1972 nelle competizioni ufficiali della stagione 1977-1978.

## Stagione
Nella stagione 1977-1978 il Bremerhaven, allenato da Egon Coordes, concluse il campionato di 2. Bundesliga al 19º posto. In Coppa di Germania il Bremerhaven fu eliminato al secondo turno dall'Augusta.

## Rosa
| N. |                      | Ruolo | Calciatore               |
| -- | -------------------- | ----- | ------------------------ |
|    | Germania (bandiera)  | P     | Erich Busch              |
|    | Germania (bandiera)  | P     | Hans Grommes             |
|    | Germania (bandiera)  | D     | Manfred Gräber           |
|    | Germania (bandiera)  | D     | Lothar Lazar             |
|    | Germania (bandiera)  | D     | Frank-Michael Marczewski |
|    | Germania (bandiera)  | D     | Frank Meyer              |
|    | Danimarca (bandiera) | D     | John Nielsen             |
|    | Germania (bandiera)  | D     | Heiko Schnaars           |
|    | Germania (bandiera)  | D     | Ralf Steinlein           |
|    | Germania (bandiera)  | D     | Helmut Trenke            |
|    | Germania (bandiera)  | C     | Bernd Brexendorf         |

| N. |                     | Ruolo | Calciatore         |
| -- | ------------------- | ----- | ------------------ |
|    | Germania (bandiera) | C     | Günter Diekmann    |
|    | Germania (bandiera) | C     | Peter Freund       |
|    | Germania (bandiera) | C     | Rolf Kaemmer       |
|    | Croazia (bandiera)  | C     | Vitomir Rogoznica  |
|    | Marocco (bandiera)  | A     | Mohammed Amiq      |
|    | Germania (bandiera) | A     | Jürgen Brunhorn    |
|    | Germania (bandiera) | A     | Uwe Dreyer         |
|    | Germania (bandiera) | A     | Siegmund Marsollek |
|    | Germania (bandiera) | A     | Volker Ohling      |
|    | Germania (bandiera) | A     | Wilfried Zander    |

## Organigramma societario
Area tecnica
- Allenatore: Egon Coordes
- Allenatore in seconda:
- Preparatore dei portieri:
- Preparatori atletici:

## Calciomercato

### Sessione estiva
| Acquisti | Acquisti           | Acquisti           | Acquisti |
| R.       | Nome               | da                 | Modalità |
| -------- | ------------------ | ------------------ | -------- |
| A        | Jürgen Brunhorn    | Herford            |          |
| A        | Uwe Dreyer         | Göttingen          |          |
| P        | Hans Grommes       | Siegburger SV 04   |          |
| A        | Siegmund Marsollek | St. Pauli          |          |
| A        | Volker Ohling      | Werder Brema       |          |
| D        | Ralf Steinlein     | TuS Bremerhaven 93 |          |

| Cessioni | Cessioni | Cessioni | Cessioni |
| R.       | Nome     | a        | Modalità |
| -------- | -------- | -------- | -------- |

### Sessione invernale
| Acquisti | Acquisti                 | Acquisti | Acquisti |
| R.       | Nome                     | da       | Modalità |
| -------- | ------------------------ | -------- | -------- |
| D        | Frank-Michael Marczewski | Augusta  |          |

| Cessioni | Cessioni | Cessioni | Cessioni |
| R.       | Nome     | a        | Modalità |
| -------- | -------- | -------- | -------- |

## Risultati

### 2. Bundesliga

#### Girone di andata
| Arbitro: | Schön |

|  |           |                            |
|  | Marcatori | 9’, 25’ Sackewitz 35’ Rnic |

| Arbitro: | Boe |

|                                |           |                          |
| Babington 22’ Bruns 60’ (rig.) | Marcatori | 41’ Ohling 50’ Rogoznica |

| Bremerhaven 17 agosto 1977 3ª giornata | Bremerhaven | 0 – 0 referto | Wuppertal | Nordsee-Stadion (4 000 spett.)\| Arbitro: \| Horeis \| |
| Arbitro:                               | Horeis      |               |           |                                                        |

| Arbitro: | Gathmann |

|                                               |           |            |
| Ludwig 16’, 53’ Graul 76’ (rig.) Fritsche 81’ | Marcatori | 11’ Freund |

| Arbitro: | Richter |

|             |           |            |
| Pallaks 50’ | Marcatori | 23’ Ohling |

| Arbitro: | Broska |

|                |           |                 |
| Brexendorf 15’ | Marcatori | 3’, 47’ Hermann |

| Arbitro: | Schmidt |

|                                             |           |            |
| Clute-Simon 12’, 19’ Reiners 42’ Rieske 74’ | Marcatori | 49’ Freund |

| Arbitro: | Kopka |

|                                                  |           |            |
| Rogoznica 38’ Brexendorf 53’ Dreyer 76’ Amiq 86’ | Marcatori | 88’ Mrosko |

| Arbitro: | Halfter |

|                                                   |           |               |
| Hrubesch 12’, 16’, 72’, 75’ Sperlich 14’ Mill 53’ | Marcatori | 34’ Steinlein |

| Arbitro: | Retzmann |

|                                    |           |                      |
| Rogoznica 35’ Amiq 57’, 67’ (rig.) | Marcatori | 39’ Tänzer 83’ Runge |

| Arbitro: | Milkert |

|                                                                    |           |               |
| Finnern 6’ Funkel 20’, 62’ Mattsson 25’, 35’ Raschid 63’ Greth 73’ | Marcatori | 75’ Steinlein |

| Arbitro: | Filipiak |

|                           |           |          |
| Rogoznica 88’ Kaemmer 90’ | Marcatori | 75’ Bone |

| Arbitro: | Wahmann |

|                               |           |                       |
| Nordmann 43’ Busch 80’ (aut.) | Marcatori | 26’ Dreyer 90’ Gräber |

| Arbitro: | Barnick |

|                                     |           |                      |
| Ohling 10’ Trenke 52’ Rogoznica 75’ | Marcatori | 39’, 45’, 65’ Stradt |

| Arbitro: | Brückner |

|                    |           |  |
| Höfer 80’ Lehr 85’ | Marcatori |  |

| Arbitro: | Eggers |

|                       |           |                           |
| Amiq 45’ Schnaars 86’ | Marcatori | 5’ Möhlmann 52’, 62’ Wolf |

| Arbitro: | Kindervater |

|            |           |                          |
| Anders 85’ | Marcatori | 16’ Rogoznica 44’ Ohling |

| Arbitro: | Winkler |

|                        |           |              |
| Ohling 27’, 75’ (rig.) | Marcatori | 35’ Kierdorf |

| Arbitro: | Boe |

|                              |           |                         |
| Bals 16’, 53’ Gerresheim 17’ | Marcatori | 63’ Brexendorf 74’ Amiq |

#### Girone di ritorno
| Arbitro: | Meijerink |

|                                   |           |            |
| Wolf 2’, 7’ Rnic 59’ Schröder 81’ | Marcatori | 50’ Ohling |

| Arbitro: | Leyding |

|              |           |            |
| Diekmann 54’ | Marcatori | 79’ Hammes |

| Arbitro: | Halfter |

|              |           |                       |
| Berghaus 75’ | Marcatori | 11’ Diekmann 73’ Amiq |

| Arbitro: | Richter |

|            |           |                                   |
| Freund 54’ | Marcatori | 52’ Graul 57’ Linßen 83’ Fritsche |

| Arbitro: | Osmers |

|                           |           |           |
| Brexendorf 15’ Ohling 67’ | Marcatori | 75’ Knüwe |

| Arbitro: | Broska |

|                                             |           |          |
| Hermann 15’ Gelsdorf 39’ (rig.) Brücken 69’ | Marcatori | 10’ Amiq |

| Arbitro: | Herrmann |

|                    |           |                  |
| Rogoznica 42’, 73’ | Marcatori | 38’, 82’ Jürgens |

| Arbitro: | Uhlig |

|                                   |           |                                            |
| Mrosko 40’, 83’ (rig.) Krüger 58’ | Marcatori | 50’ Rogoznica 60’, 65’ Schnaars 72’ Ohling |

| Arbitro: | Horeis |

|  |           |             |
|  | Marcatori | 3’ Sperlich |

| Arbitro: | Rieb |

|                                 |           |            |
| Franke 36’ Tänzer 39’ Runge 76’ | Marcatori | 72’ Ohling |

| Arbitro: | Eggers |

|                              |           |                                                 |
| Rogoznica 46’ Brexendorf 68’ | Marcatori | 54’ Brinkmann 55’ Hansel 70’ (rig.), 90’ Funkel |

| Arbitro: | Burgers |

|  |           |            |
|  | Marcatori | 65’ Freund |

| Arbitro: | Teichert |

|               |           |            |
| Brexendorf 5’ | Marcatori | 14’ Schock |

| Arbitro: | Möller |

|                                    |           |               |
| Stradt 50’ Kehr 82’ Berkemeier 85’ | Marcatori | 68’ Rogoznica |

| Arbitro: | Niemann |

|                                                     |           |                      |
| Rogoznica 25’ Schnaars 56’ Ohling 57’, 87’ Amiq 62’ | Marcatori | 8’ Plücken 74’ Gorny |

| Arbitro: | Kohnen |

|                                 |           |  |
| Grünther 18’ Mall 48’ Fuchs 83’ | Marcatori |  |

| Arbitro: | Retzmann |

|               |           |  |
| Steinlein 12’ | Marcatori |  |

| Arbitro: | Kornrumpf |

|                                          |           |                                |
| Schorning 10’ Kierdorf 12’ Klausmann 44’ | Marcatori | 49’, 51’ Brexendorf 68’ Freund |

| Arbitro: | Lins |

|                       |           |                      |
| Schnaars 22’ Amiq 80’ | Marcatori | 68’ Bals 70’ Brücken |

### Coppa di Germania
| Arbitro: | Zuchantke |

|                                      |           |                           |
| Amiq 10’ Brexendorf 54’ Diekmann 85’ | Marcatori | 24’ Möhlmann 77’ Grünther |

| Arbitro: | Halfter |

|  |           |               |
|  | Marcatori | 62’ Schneider |

## Statistiche

### Statistiche di squadra
| Competizione      | Punti | In casa | In casa | In casa | In casa | In casa | In casa | In trasferta | In trasferta | In trasferta | In trasferta | In trasferta | In trasferta | Totale | Totale | Totale | Totale | Totale | Totale | DR  |
| Competizione      | Punti | G       | V       | N       | P       | Gf      | Gs      | G            | V            | N            | P            | Gf           | Gs           | G      | V      | N      | P      | Gf     | Gs     | DR  |
| ----------------- | ----- | ------- | ------- | ------- | ------- | ------- | ------- | ------------ | ------------ | ------------ | ------------ | ------------ | ------------ | ------ | ------ | ------ | ------ | ------ | ------ | --- |
| 2. Bundesliga     | 32    | 19      | 7       | 6       | 6       | 34      | 33      | 19           | 4            | 4            | 11           | 27           | 55           | 38     | 11     | 10     | 17     | 61     | 88     | -27 |
| Coppa di Germania | -     | 2       | 1       | 0       | 1       | 3       | 3       | 0            | 0            | 0            | 0            | 0            | 0            | 2      | 1      | 0      | 1      | 3      | 3      | 0   |
| Totale            | 32    | 21      | 8       | 6       | 7       | 37      | 36      | 19           | 4            | 4            | 11           | 27           | 55           | 40     | 12     | 10     | 18     | 64     | 91     | -27 |

### Andamento in campionato
| Giornata  | 1  | 2  | 3  | 4  | 5  | 6  | 7  | 8  | 9  | 10 | 11 | 12 | 13 | 14 | 15 | 16 | 17 | 18 | 19 | 20 | 21 | 22 | 23 | 24 | 25 | 26 | 27 | 28 | 29 | 30 | 31 | 32 | 33 | 34 | 35 | 36 | 37 | 38 |
| --------- | -- | -- | -- | -- | -- | -- | -- | -- | -- | -- | -- | -- | -- | -- | -- | -- | -- | -- | -- | -- | -- | -- | -- | -- | -- | -- | -- | -- | -- | -- | -- | -- | -- | -- | -- | -- | -- | -- |
| Luogo     | C  | T  | C  | T  | T  | C  | T  | C  | T  | C  | T  | C  | T  | C  | T  | C  | T  | C  | T  | T  | C  | T  | C  | C  | T  | C  | T  | C  | T  | C  | T  | C  | T  | C  | T  | C  | T  | C  |
| Risultato | P  | N  | N  | P  | N  | P  | P  | V  | P  | V  | P  | V  | N  | N  | P  | P  | V  | V  | P  | P  | N  | V  | P  | V  | P  | N  | V  | P  | P  | P  | V  | N  | P  | V  | P  | V  | N  | N  |
| Posizione | 20 | 17 | 16 | 19 | 17 | 17 | 19 | 18 | 19 | 18 | 19 | 18 | 17 | 18 | 18 | 19 | 18 | 17 | 17 | 18 | 18 | 15 | 18 | 15 | 16 | 16 | 16 | 16 | 17 | 17 | 17 | 17 | 19 | 19 | 19 | 19 | 18 | 19 |

Legenda:

Luogo: C = Casa; T = Trasferta. Risultato: V = Vittoria; N = Pareggio; P = Sconfitta.

### Statistiche dei giocatori
| Giocatore     | 2. Bundesliga | 2. Bundesliga | 2. Bundesliga | 2. Bundesliga | Coppa di Germania | Coppa di Germania | Coppa di Germania | Coppa di Germania | Totale   | Totale | Totale      | Totale     |
| Giocatore     | Presenze      | Reti          | Ammonizioni   | Espulsioni    | Presenze          | Reti              | Ammonizioni       | Espulsioni        | Presenze | Reti   | Ammonizioni | Espulsioni |
| ------------- | ------------- | ------------- | ------------- | ------------- | ----------------- | ----------------- | ----------------- | ----------------- | -------- | ------ | ----------- | ---------- |
| M. Amiq       | 37            | 9             | 5             | 0             | 2                 | 1                 | 1                 | 0                 | 39       | 10     | 6           | 0          |
| B. Brexendorf | 38            | 8             | 4             | 0             | 2                 | 1                 | 0                 | 0                 | 40       | 9      | 4           | 0          |
| J. Brunhorn   | 2             | 0             | 0             | 0             | 2                 | 0                 | 0                 | 0                 | 4        | 0      | 0           | 0          |
| E. Busch      | 26            | 0             | 1             | 0             | 0                 | 0                 | 0                 | 0                 | 26       | 0      | 1           | 0          |
| G. Diekmann   | 23            | 2             | 1             | 0             | 1                 | 1                 | 0                 | 0                 | 24       | 3      | 1           | 0          |
| U. Dreyer     | 33            | 2             | 2             | 0             | 0                 | 0                 | 0                 | 0                 | 33       | 2      | 2           | 0          |
| P. Freund     | 37            | 5             | 1             | 0             | 2                 | 0                 | 0                 | 0                 | 39       | 5      | 1           | 0          |
| H. Grommes    | 12            | 0             | 0             | 0             | 2                 | 0                 | 0                 | 0                 | 14       | 0      | 0           | 0          |
| M. Gräber     | 32            | 1             | 1             | 0             | 2                 | 0                 | 0                 | 0                 | 34       | 1      | 1           | 0          |
| R. Kaemmer    | 13            | 1             | 1             | 0             | 2                 | 0                 | 0                 | 0                 | 15       | 1      | 1           | 0          |
| L. Lazar      | 16            | 0             | 1             | 0             | 2                 | 0                 | 0                 | 0                 | 18       | 0      | 1           | 0          |
| F. Marczewski | 20            | 0             | 2             | 0             | 0                 | 0                 | 0                 | 0                 | 20       | 0      | 2           | 0          |
| S. Marsollek  | 9             | 0             | 1             | 0             | 2                 | 0                 | 0                 | 0                 | 11       | 0      | 1           | 0          |
| F. Meyer      | 5             | 0             | 0             | 0             | 0                 | 0                 | 0                 | 0                 | 5        | 0      | 0           | 0          |
| J. Nielsen    | 11            | 0             | 0             | 0             | 0                 | 0                 | 0                 | 0                 | 11       | 0      | 0           | 0          |
| V. Ohling     | 37            | 12            | 4             | 0             | 1                 | 0                 | 0                 | 0                 | 38       | 12     | 4           | 0          |
| V. Rogoznica  | 38            | 12            | 3             | 0             | 2                 | 0                 | 0                 | 0                 | 40       | 12     | 3           | 0          |
| H. Schnaars   | 30            | 5             | 0             | 0             | 1                 | 0                 | 0                 | 0                 | 31       | 5      | 0           | 0          |
| R. Steinlein  | 33            | 3             | 0             | 0             | 2                 | 0                 | 0                 | 0                 | 35       | 3      | 0           | 0          |
| H. Trenke     | 10            | 1             | 1             | 0             | 0                 | 0                 | 0                 | 0                 | 10       | 1      | 1           | 0          |
| W. Zander     | 18            | 0             | 1             | 0             | 1                 | 0                 | 0                 | 0                 | 19       | 0      | 1           | 0          |